# Yoram Toledano
Pour les articles homonymes, voir Toledano et Toledano (homonymie).
Yoram Toledano (en hébreu : יורם טולדנו), né le 30 août 1967 à Tibériade (Israël), est un acteur israélien actif au cinéma, à la télévision et au théâtre.

## Biographie
Toledano est né et a grandi à Tibériade et a servi dans la brigade du Nahal.
En 2008], il est l'un de ses quatre acteurs exceptionnels de l'année, aux côtés de Jonah Elian, Sasson Gabay et Hadas Calderon.

## Vie privée
Toledano s'est marié à l'actrice Anali Harpaz (fille de l'acteur Shraga Harpaz). Son épouse est morte de maladie le 13 mai 2011. Le couple a eu deux enfants.

## Filmographie partielle

### Au cinéma
- 2005 : Achare SheKimaat (Sho) : Moti
- 2006 : Shalosh Ima'ot
- 2008 : Adam Resurrected : Tarshish
- 2009 : À cinq heures de Paris (Hamesh Shaot me'Pariz) : Gershon
- 2010 : Mabul : Doron
- 2013 : Makom be-gan eden : Rabbi at the Yeshiva
- 2013 : Anashim Ketumim : Jackie
- 2016 : Between Worlds : Meir
- 2017 : Ga'agua : Gideon
- 2018 : Hed : Avner

### À la télévision
- 2019 : Our Boys (série télévisée)
- 2010-2012 : Hatufim de Gideon Raff (série télévisée)
- 2021 : Hit & Run : Moshe (série télévisée)

## Récompenses et distinctions
- Eurasian International Film Festival 2019	: meilleur acteur pour Hed